# 曼斯帕克
曼斯帕克（法語：Manspach，发音：[manspak] 或 [manspax]）是法国上莱茵省的一个市镇，属于阿尔特基什区（Altkirch）马斯沃县（Masevaux）。该市镇总面积5.33平方公里，2009年时的人口为555人。

## 人口
曼斯帕克人口变化图示